# Hugo Campbell
Hugo Campbell fue un marino escocés que luchó en la escuadra de la República Argentina durante la guerra del Brasil.

## Biografía
Hugo Campbell nació en Escocia en 1790, hijo de Juan Campbell y de Margarita Unantham. En su juventud se incorporó a la Royal Navy tomando parte en los combates librados contra la escuadra del Primer Imperio Francés recibiendo graves heridas en acción.
En 1814 pasó al Río de la Plata donde se alistó en la escuadra de las Provincias Unidas del Río de la Plata que al mando de Guillermo Brown combatió y venció a los realistas de Montevideo.
Estuvo embarcado en la polacra San Antonio, actuando en tareas logísticas y de vigilancia.
A bordo del bergantín Santísima Trinidad al mando del subteniente Ángel Hubac asistió a la rendición de la división de Jacinto de Romarate, producida tras la caída de Montevideo, siendo posteriormente afectada al transporte de prisioneros y material capturado.
Rendida la plaza realista, fue incluido entre los Beneméritos de la Patria.
Entre los años 1818 y 1821 Campbell intervino en las campañas de las escuadrillas de Buenos Aires contra las provincias de Santa Fe y Entre Ríos.
Al declararse la guerra al Imperio de Brasil, Campbell estuvo al mando de una cañonera que capturó la primera presa hecha a los imperiales.
Combatió en el ataque a la Colonia del Sacramento (26 de febrero de 1826), en el combate de Los Pozos (11 de junio de 1826), en el combate de Quilmes (29 y 30 de julio de 1826) y en la batalla de Juncal (8 y 9 de febrero de 1827).
En 1828 acompañó a Tomás Espora en una expedición frente a las costas de la Banda Oriental. Tras la finalización de la guerra pasó a retiro, dedicándose a la actividad privada.
Falleció en Buenos Aires el 27 de diciembre de 1850, a los 60 años de edad.
Estaba casado con Feliciana Díaz, quien le sobrevivió hasta el 13 de abril de 1888.